# Chantilly (Virginia)
Chantilly ist ein Census-designated place (CDP) im Fairfax County im Bundesstaat Virginia in den Vereinigten Staaten.
Chantilly liegt im nördlichen Virginia und liegt etwa 40 km westlich von Washington, D.C. Hier leben im Jahr 2020 auf einer Fläche von 30,2 km² 24.301 Einwohner.
Der Ort ist erreichbar über die Interstate 66 und die US Route 50. Er liegt zwischen Centerville im Süden, Herndon und Reston im Norden und Nordosten bzw. 11 km von Fairfax im Südosten entfernt. Die U.S. Route 50 und die Virginia State Route 28 kreuzen sich in Chantilly, und diese Autobahnen bieten Zugang zum Technologiekorridor Dulles/Reston/Tysons Corner und anderen wichtigen Arbeitszentren in Nord-Virginia und Washington, D.C.
Das Steven F. Udvar-Hazy Center als eines der zwei Ausstellungsgebäude des Nationalen Luft- und Raumfahrtmuseums und Teil der Smithsonian Institution befindet sich in Chantilly.
Chantilly ist nach einem Herrenhaus und einer Farm aus dem frühen 19. Jahrhundert benannt, das im Westmoreland County zu finden war. Der Name Chantilly ist abgeleitet vom Schloss Chantilly, ca. 50 Kilometer nordöstlich von  Paris.